# China Three Gorges Corporation

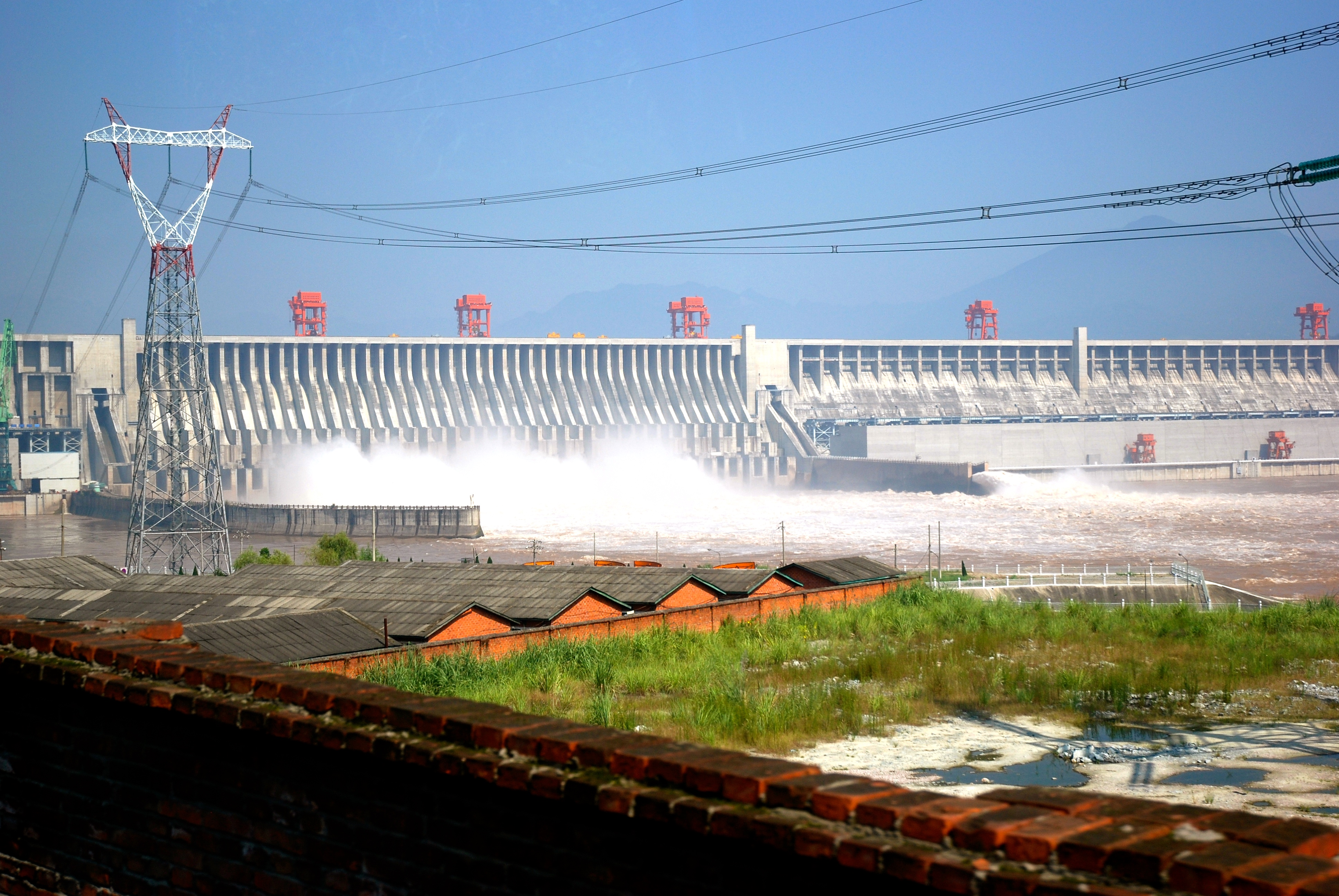
De Drieklovendam, de grootste centrale van het bedrijf

China Three Gorges Corporation (CTG, Chinees: 中国 长江 三峡 集团公司) is een Chinees staatsenergiebedrijf dat is opgericht op 27 september 1993. Het bedrijf is verantwoordelijk voor de bouw van de Drieklovendam, 's werelds grootste waterkrachtcentrale. CTG is een van 's werelds grootste energiebedrijven met een totaal opgesteld vermogen van 75.000 MW in 2020.

## Activiteiten
Het bedrijf is een belangrijke producent van elektriciteit met behulp van waterkrachtcentrales. Tegen het einde van 2020 had het bedrijf 75 gigawatt (GW) aan capaciteit opgesteld. In het land heeft het diverse centrales in de Jangtsekiang waarvan de Drieklovendam, met een opgesteld vermogen van 22 GW, de allergrootste is. Het beursgenoteerde dochterbedrijf China Jangzte Power Co is eigenaar van deze centrale en CTGC heeft hierin een aandelenbelang van 62%.
Naast energieopwekking in waterkrachtcentrales is het bedrijf sinds 2007 ook actief met windenergie en sinds 2011 met zonne-energie. De hoeveelheid elektriciteit die daarmee worden opgewekt, is nog bescheiden. Het heeft een kwart van de aandelen van Goldwind in handen, China's grootste fabrikant van windturbines.
In december 2011 nam CTG een aandelenbelang van 21,35% in Energias de Portugal (EDP) voor 2,69 miljard euro. Het Chinese bedrijf heeft via EDP goede contacten gekregen in Brazilië waar CTG in diverse projecten participeert. Op 1 juli 2016 kocht CTG concessies voor twee grote waterkrachtcentrales in het land. CTG betaalde hiervoor US$ 1,5 miljard. De Jupiá en Ilha Solteira waterkrachtcentrale hebben een capaciteit van 5 GW. In oktober 2016 volgde de acquisitie van nog eens 10 waterkrachtcentrales in Brazilië, deze werden gekocht van het Amerikaanse nutsbedrijf Duke Energy. Deze centrales hebben een capaciteit van 2090 megawatt. In Azië is CTG actief in onder andere Laos en Maleisië.
In mei 2018 deed CTG een bod op de resterende aandelen EDP. Het bod is 3,26 euro per aandeel en vertegenwoordigd een totale waarde van 9,1 miljard euro. Het wil ook EDP Renovaveis (EDPR) overnemen, een producent van schone elektriciteit, waarin EDP 82,6% van de aandelen heeft. EDPR beschikt over een totaal opgesteld vermogen van 11 GW. CTG wil minstens de helft van het stemrecht in EDP in handen krijgen alvorens het bod gestand wordt gedaan. EDP heeft het bod afgewezen met het argument dat het te laag is.

### Resultaten
In de onderstaande tabel enkele belangrijke operationele en financiële gegevens:
| Jaar | Productie capaciteit (in GW) | Elektriciteit productie (in TWh) | Totaal activa (in miljarden) | Omzet (in miljarden) | Nettowinst (in miljarden) |
| ---- | ---------------------------- | -------------------------------- | ---------------------------- | -------------------- | ------------------------- |
| 2010 | 21,8                         | 100,7                            | RMB 286                      | RMB 29,2             | RMB 10,8                  |
| 2011 | 25,2                         | 97,3                             | RMB 313                      | RMB 31,3             | RMB 12,1                  |
| 2012 | 29,3                         | 119,9                            | RMB 375                      | RMB 36,9             | RMB 15,0                  |
| 2013 | 42,4                         | 133,0                            | RMB 433                      | RMB 42,6             | RMB 17,6                  |
| 2014 | 50,2                         | 201,2                            | RMB 476                      | RMB 63,0             | RMB 26,0                  |
| 2015 | 59,6                         | 201,0                            | RMB 563                      | RMB 63,5             | RMB 28,8                  |
| 2016 | 69,0                         | 262,6                            | RMB 660                      | RMB 78,3             | RMB 23,9                  |
| 2017 | 70,0                         | 284,6                            | RMB 701                      | RMB 90,0             | RMB 34,3                  |
| 2018 | 70,3                         | 290,2                            | RMB 750                      | RMB 93,9             | RMB 35,3                  |
| 2019 | 75,0                         | 289,5                            | RMB 838                      | RMB 99,3             | RMB 35,2                  |